# St. Johannes (Weiden in der Oberpfalz)

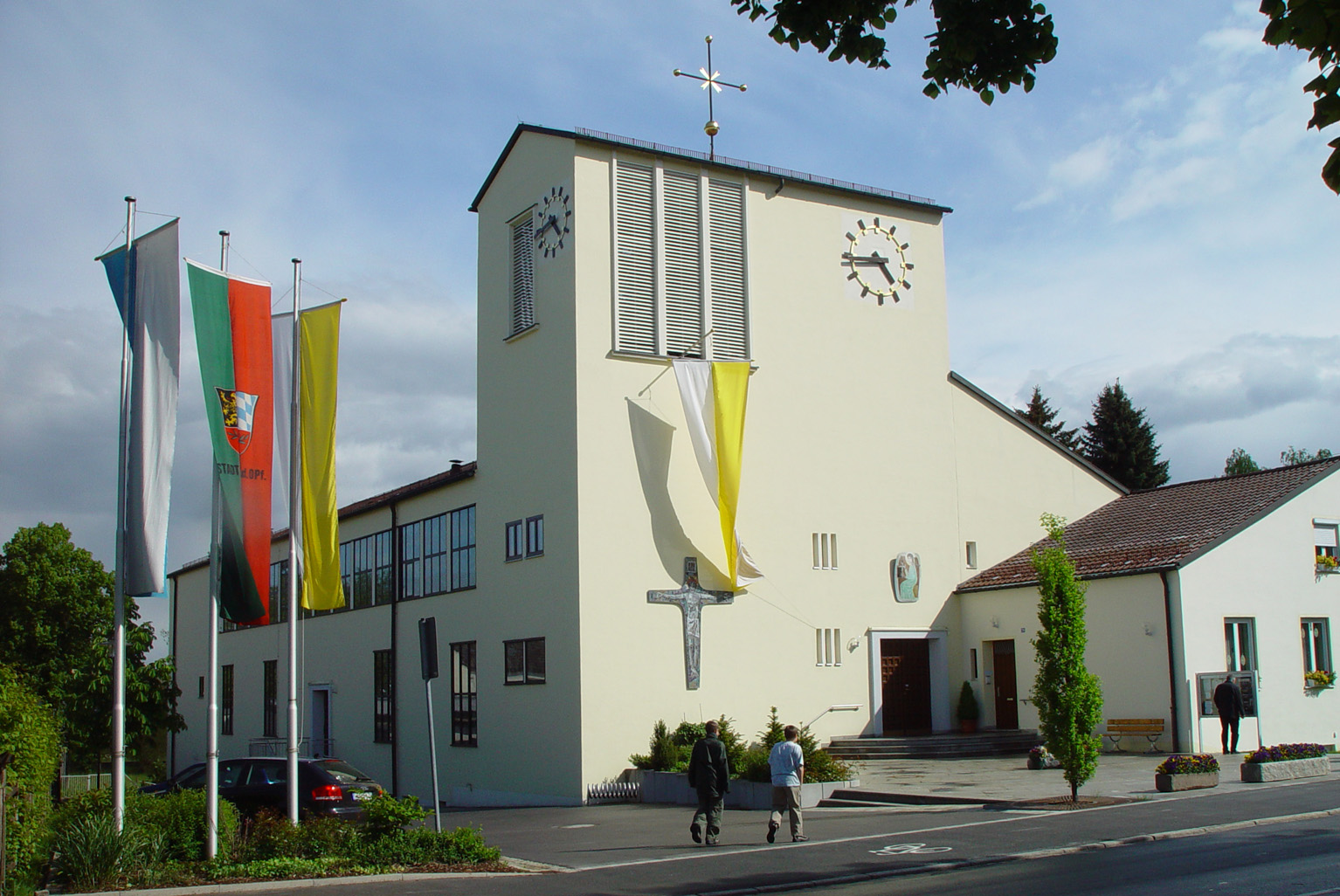
Außenansicht der Pfarrkirche von St. Johannes

St. Johannes ist die Pfarrkirche der Pfarrei St. Johannes in Weiden in der Oberpfalz im Bistum Regensburg.

## Pfarrgeschichte
Nach dem Zweiten Weltkrieg siedelten sich viele Flüchtlinge auf dem Fichtenbühl, einem Arbeiterlager, an. Da dieser Stadtteil zur Pfarrei Herz Jesu angehörte, ergriff der damalige Stadtpfarrer Dr. Käs die Initiative aus einer Baracke eine Notkirche zu erbauen, die am 26. Dezember 1949 geweiht wurde. Das Bistum Regensburg beauftragte den Stadtpfarrer einen geeigneten Bauplatz für eine Kirche zu finden. Der Verleger Hans Nickl wollte in Weiden neben den bestehenden Zeitungen Der neue Tag und Oberpfälzer Nachrichten eine dritte Zeitung gründen. Dafür baute er in der Regensburger Straße ein Verlagsgebäude. Kurz vor der Fertigstellung gab Nickl sein Vorhaben auf und trat als Mitherausgeber des Der neue Tag ein. Das neuerbaute Verlagsgebäude war somit überflüssig geworden. Durch den Einsatz von Stadtpfarrer Käs kaufte die Diözese dieses Gebäude, um daraus eine neue Kirche für die Pfarrei St. Johannes zu machen. Der Münchner Regierungsbaumeister Friedrich Haindl wurde für den Umbau des Verlagsgebäudes beauftragt. Am 18. Oktober 1953 weihte Erzbischof Michael Buchberger von Regensburg das neue Gotteshaus ein.

## Baubeschreibung
Auffällig ist der sehr breite Glockenturm. An der Stirnseite der Kirche ist ein Mosaikkreuz vom Weidener Grafiker und Kunstmaler Franz Friedrich angebracht. Über der Eingangstür hängt ein Bild des Kirchenpatrons, des hl. Evangelisten und Apostels Johannes. Er hält in der rechten Hand eine Schreibfeder, mit der linken Hand deutet er auf ein Buch, das von ihm geschriebene Evangelium. Auf seiner Schulter sitzt sein Symboltier, der Adler.

## Ausstattung

### Taufkapelle
Im Vorraum links befindet sich die Taufkapelle. Sie Kapelle wurde am 28. Dezember 1960 eingeweiht. Am 7. Januar 1965 verstarb Stadtpfarrer Käs und fand hier seine letzte Ruhe.
Die beiden Fenster erinnern an das Taufgeheimnis. Das linke Fenster zeigt die Vertreibung aus dem Paradies und das rechte die Taufe Jesu.

### Altarraum
Das Zentrum der Kirche ist das Altarbild mit dem wiederkehrenden Christus, der seine Hände ausgestreckt hat. Auf der linken Seite ist ein Engel zu sehen, der mit der linken Hand auf Christus deutet und mit der rechten auf den Kirchenpatron. Erzbischof Buchberger soll bei der Weihe über das Werk gesagt haben: „Ich werde euch von Regensburg noch etwas Geld heraufschicken, damit ihr das übermalen lassen könnt“. Heute stört das Altarbild niemanden. Über den beiden Seitenaltären ist die Muttergottes (links) und der hl. Josef (rechts) dargestellt.
Im Altarraum befinden sich vier Figuren: der Auferstandene, der hl. Rochus, der hl. Johannes und die hl. Elisabeth.

### Kirchenfenster
Die Kirche hat im Erdgeschoss acht Fenster und 24 im Obergeschoss. Die unteren Fenster stellen Szenen aus der Offenbarung des Johannes dar. In den oberen werden die acht Seligpreisungen der Bergpredigt aus dem Matthäusevangelium mit Heiligen dargestellt.
Entworfen wurden die Fenster von Kunstmaler Franz Friedrich und von Glasermeister Höller aus Eschenbach gefertigt.

#### Untere Kirchenfenster
- Eingangsvision „Christus behütet die Kirche“
- Anbetung des Lammes
- Die Apokalyptischen Reiter
- Das große Zeichen, die Frau und der Drache
- Das Babelweib und Untergang von Babylon
- Der Erzengel Michael stürzt den Drachen
- Das Weltgericht
- Das himmlische Jerusalem

#### Obere Kirchenfenster
- „Selig, die arm sind vor Gott, denn ihnen gehört das Himmelreich.“ (hl. Elisabeth)
- „Selig die Trauernden, denn sie werden getröstet werden.“ (Die drei Frauen am leeren Grab)
- „Selig, die keine Gewalt anwenden, denn sie werden das Land besitzen.“ (hl. Franz von Assisi)
- „Selig, die hungern und dürsten nach der Gerechtigkeit: denn sie werden satt werden.“ (hl. Papst Pius X.)
- „Selig die Barmherzigen, denn sie werden Erbarmen finden.“ (hl. Martin)
- „Selig, die ein reines Herz haben: denn sie werden Gott schauen.“ (hl. Maria Goretti)
- „Selig, die Frieden stiften: denn sie werden Söhne Gottes genannt werden.“ (hl. Nikolaus von der Flüe)
- „Selig, die um der Gerechtigkeit will verfolgt werden: denn ihnen gehört das Himmelreich.“ (hl. Thomas Morus)

### Orgel

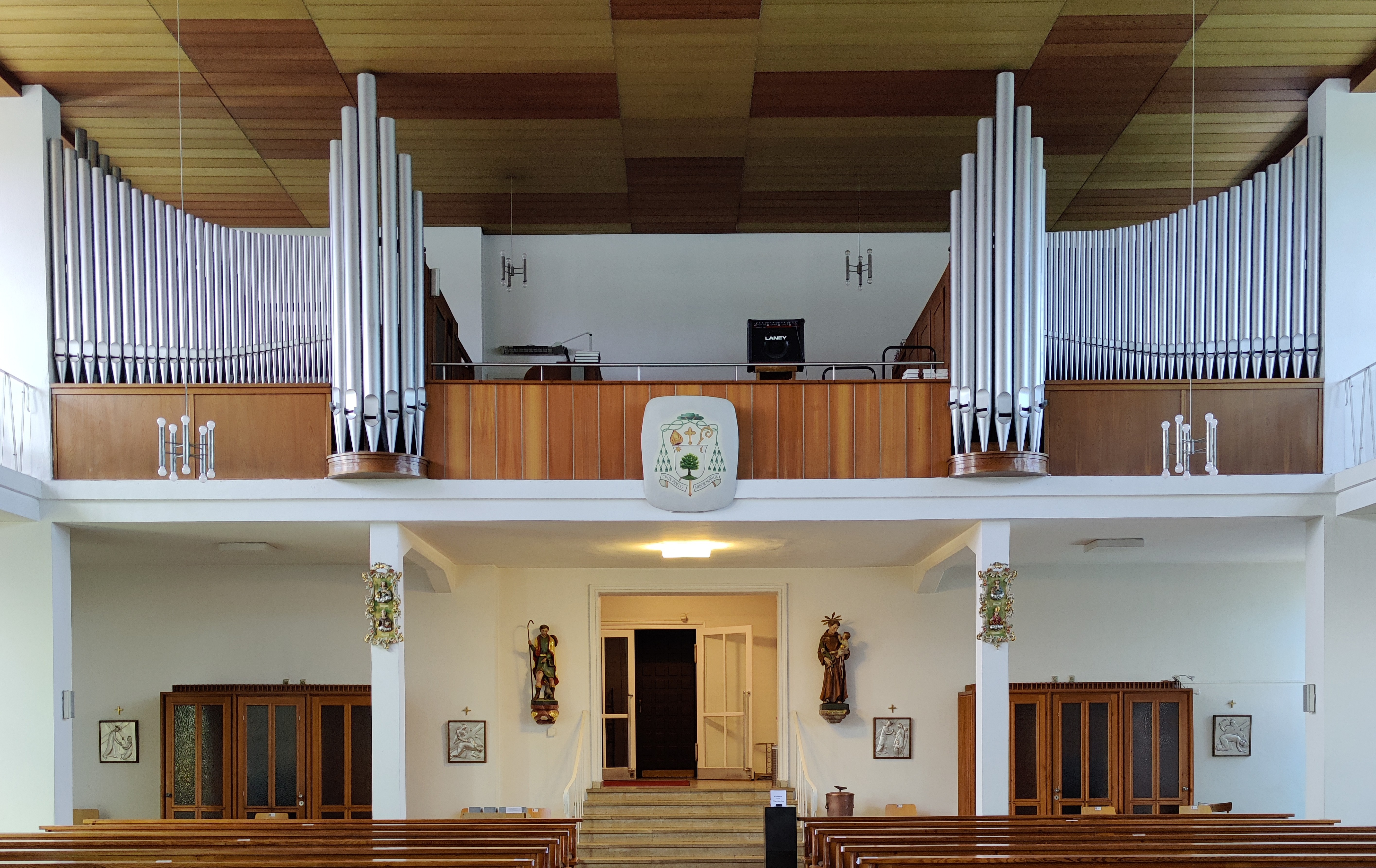
Orgel

1955/1956 wurde die Orgel vom Orgelbaumeister Hirnschrodt errichtet. Sie besitzt drei Manuale und Pedal, 26 klingende Register und 1956 Orgelpfeifen auf elektro-pneumatischen Kegelladen. Der Spieltisch ist fahrbar. Der Orgelprospekt ist wegen des eingeschränkten Raumes in zwei Werkteilen mit einem gespiegelten Freipfeifenprospekt aufgeteilt, damit in der Mitte der Chor seinen Platz hat. Das Instrument wurde nach der Abnahme durch Ferdinand Haberl im Herbst 1956 eingeweiht und 1997 von der Regensburger Orgelbaufirma Heribert Heick renoviert.
| I Hauptwerk C–g3 |       |
| Principal        | 8′    |
| Kleingedackt     | 4′    |
| Schwiegel        | 2′    |
| Mixtur V         | 1 ⁄3′ |
| Trompete         | 8′    |

| II. Manual C–g3 |    |
| Pommer          | 8′ |
| Nachthorn       | 4′ |
| Harfenprincipal | 2′ |
| Cymbel III      | 1′ |
| Musette         | 8′ |

| III Schwellwerk C–g3 |        |
| Gedeckt              | 8′     |
| Viola da Gamba       | 8′     |
| Principal            | 4′     |
| Rohrflöte            | 4′     |
| Nasat II             | 2 ⁄3′  |
| Gemshorn             | 2′     |
| Terz                 | 1 3⁄5′ |
| Scharff IV           | 2⁄3′   |
| Oboe                 | 8′     |

| Pedal C–f3      |       |
| Subbass         | 16′   |
| Zartbass        | 16′   |
| Principalbass   | 8′    |
| Choralflöte     | 4′    |
| Rauschpfeife IV | 2 ⁄3′ |
| Posaune         | 16′   |

- Koppeln: II/I, III/I, III/II, I/P, II/P, III/P
- Spielhilfen: 2 freie Kombinationen, Crescendotritt, Schwelltritt

### Glocken
In dem breiten und niedrigen Glockenturm hängen in einem Stahlglockenstuhl an Stahljochen fünf Glocken. Zunächst wurden 1954 nur zwei Glocken angeschafft, 1957 folgten drei Weitere, die jeweils in der Glockengießerei Georg Hofweber in Regensburg gegossen wurden:
| Nr. | Name               | Masse (kg) | Schlagton | Aufschrift                                            | Stifter                       |
| 1   | Christkönigsglocke | 1150       | es1       | Christus siegt, Christus herrscht, Christus regiert   | Pfarrgemeinde St. Johannes    |
| 2   | Marienglocke       | 850        | f1        | Maria, Königin des Friedens, bitte für uns            | Pfarrei Beidl                 |
| 3   | Johannesglocke     | 1000       | g1        | Gott ist die Liebe                                    | Pfarrgemeinde St. Johannes    |
| 4   | Schutzengelglocke  | 400        | b1        | Hl. Schutzengel mein, lass mich dir empfohlen sein    | Hans Nickl                    |
| 5   | Josefsglocke       | 250        | c2        | Vor einem jähen und unvorhergesehenen Tode erlöse uns | Kirchenbauverein St. Johannes |

Die Marienglocke läutet täglich den Engel des Herrn, die Johannesglocke läutet täglich zur Hl. Messe und die Schutzengelglocke läutet zur Tauffeier.